# A.C. Milan w roku 1906
Osiągnięcia i skład piłkarskiego zespołu A.C. Milan w roku 1906.

## Osiągnięcia
- Mistrzostwa Włoch: 1. miejsce

## Podstawowe dane
- Oficjalna nazwa klubu: Milan Cricket and Foot-Ball Club
- Siedziba klubu: Fiaschetteria Toscana, Via Berchet 1
- Boisko: Campo Milan di Porta Monforte
- Prezes klubu:  Alfred Ormonde Edwards
- Trener zespołu:  Herbert Kilpin
- Kapitan drużyny:  Herbert Kilpin

## Skład zespołu
Bramkarze:
| Włochy   | Attilio Trerè         |
| Holandia | François Menno Knoote |

Obrońcy:
| Anglia     | Herbert Kilpin |
| Szwajcaria | Ernst Widmer   |
| Włochy     | Guido Moda     |
| Włochy     | Andrea Meschia |

Pomocnicy:
| Szwajcaria | Alfred Bosshard      |
| Szwajcaria | Oscar Joseph Giger   |
| Niemcy     | Hans Mayer Heuberger |
| Włochy     | Attilio Colombo      |

Napastnicy:
| Włochy | Guido Pedroni     |
| Włochy | Giuseppe Rizzi    |
| Włochy | Umberto Malvano   |
| Włochy | Alessandro Trerè  |
| Włochy | Guerriero Colombo |
| Włochy | Antonio Sala      |